# Phénolate de sodium
Le phénolate de sodium, ou plus rarement phénoxyde de sodium, est un composé aromatique de formule NaOC6H5. C'est le sel de sodium du phénol, et un des principaux membres de la famille des phénolates.

## Propriétés
D'après.

Le phénolate de sodium se présente sous la forme d'un solide cristallin ou d'une poudre cristalline blanche, avec une odeur de phénol. C'est un solide hygroscopique, déliquescent, absorbant le dioxyde de carbone de l'air et soluble dans l'eau. Il est combustible mais faiblement inflammable. Il présente des risques aigus ou chroniques pour la santé, et est dangereux pour la vie aquatique.
Ses poussières sont explosives lorsque :
- la substance est sous une forme très finement répartie (poudre, poussière) ;
- la substance est brassée en quantité suffisante dans l'air ;
- une source d'inflammation est présente (flamme, étincelle, décharge électrostatique, etc.).

## Structure
Comme beaucoup d'alcoolates de sodium, le phénolate de sodium cristallin adopte une structure complexe impliquant de multiples liaisons Na-O. Sans solvant, il est sous forme de polymère, chaque centre Na étant lié à trois ligands oxygène ainsi qu'un cycle de phényle. Les adduits de phénolate de sodium sont moléculaires, comme le cluster de type cubane (en) [NaOPh]4(HMPA)4.

## Synthèse
Le plus souvent, le phénolate de sodium est préparé en solution par traitement du phénol par l'hydroxyde de sodium. La forme anhydre peut être préparée par réaction directe entre le phénol et le sodium :
Na +  HOC6H5   →   NaOC6H5  +  1/2 H2
Le phénolate de sodium peut également être produit par « fusion alcaline » de l'acide benzènesulfonique, où les groupes sulfonate sont déplacés par l'hydroxyde :
C6H5SO3Na  + 2 NaOH  →  C6H5ONa  +  Na2SO3
Cette voie fut la principale méthode industrielle de synthèse du phénol.

## Applications
Le phénolate de sodium peut servir à produire l'acide salicylique par réaction de Kolbe-Schmitt avec le dioxyde de carbone. Le salicylate de sodium ainsi obtenu est ensuite mis à réagir avec de l'acide sulfurique pour donner l'acide salicylique :